# Обсерватория Эрбиль
Обсерватория Эрбиль — астрономическая обсерватория, основанная в 1973 году на вершине горы Корек, в Эрбиль, Иракский Курдистан, Ирак.

## История обсерватории
Ахмед Хасан аль-Бакр, президент Ирака, подписал указ в 1973 году о начале строительства обсерватории и выделении на это 160 миллионов долларов США. Если бы обсерватория была полностью запущена в строй, то стала бы самой крупной на Ближнем Востоке. Строительство обсерватории так и не было завершено, так как в 1985 году по ней был нанесен ракетный удар со стороны Ирана, а в 1991 году со стороны вооруженных сил США во время войны в Персидском заливе. Обсерватория в данный момент находится в заброшенном состоянии. Есть планы восстановления обсерватории Эрбиль.

## Инструменты обсерватории
- 30-м радиотелескоп
- 3.5-м оптический телескоп
- 1.25-м оптический телескоп